# Соколовский, Игорь Владимирович
Игорь Владимирович Соколовский (укр. Ігор Володимирович Соколовський, 21 февраля 1955, Одесса, УССР, СССР — 13 июня 2009, Одесса, Украина) — украинский футболист и тренер.

## Биография
Футбольную карьеру начал в ДЮСШ-6. Первый тренер — Ю. М. Линда. После завершения обучения в СДЮШОР «Черноморец» дебютировал в основном составе «моряков».
После службы в армии, которую он проходил в тираспольской «Звезде», перебрался в херсонский «Кристалл». Через год вернулся в родной клуб и провёл с «Черноморцем» три сезона в высшей лиге. Затем играл за бакинский «Нефтчи», одесский СКА, а с 1982 по 1984 год снова выходил на поле в форме команды «моряков». В чемпионатах СССР провёл за «Черноморец» 138 матчей и забил 5 мячей.
По одному сезону сыграл за харьковский «Металлист» и никопольский «Колос», а завершил карьеру футболиста в 1992 году в нижнелиговых клубах Финляндии. Всего в высшей лиге чемпионата СССР провёл 166 матчей (5 голов), в первой лиге — 107 матчей (5 голов), в Кубке СССР — 28 матчей (1 гол). В 1984 году был включен в список «33 лучших футболистов Украины» под третьим номером.
С 1993 по 1996 год был тренером-селекционером «Черноморца», а немного позже работал в клубной СДЮШОР. Окончил Одесский педагогический институт. С 2008 по 2009 год — тренер молодёжного состава «Черноморца». Под его руководством молодёжь «Черноморца» завоевала бронзовые медали в сезоне 2008/09. По версии интернет-издания «Football.ua» занимает 31-е место в списке лучших игроков «Черноморца» всех времён.
Умер 13 июня 2009 года в городе Одесса на 55-м году жизни после долгой и продолжительной болезни.